# Te Amo, Disgraça
"Te Amo Disgraça" é um single do rapper brasileiro Baco Exu do Blues com a participação da cantora Ellen Andrade. A música recebeu um disco de diamante no ano de 2020. O som faz parte do primeiro álbum de sucesso feito pelo cantor, o mesmo foi produzido pelo Dj Nansy Silvvs e gravado pela gravadora 999.

## Composição
A música em questão trata-se da história de um romance entre um homem e uma mulher onde ele relata estar envolvido em uma vida criminosa como no trecho da música: "até que a morte nos separe ou então a prisão" e que a razão para ele estar ainda vivo é a vontade de viver com ela.
A música relata também o cotidiano vivido por alguns casais como os dois estarem "fudendo no banheiro do bar embriagados, gritando que a cidade é nossa". Além de relatar o envolvimento com entorpecentes e angústia reprimida, o cantor também canta sobre a vida sexual em casal, detalhando a intensa vida dos dois como relatado no trecho "quebramos outro colchão, foda-se transar no chão"
Mesmo com a tensão sexual causada pela música e pelos relatos de uma vida criminosa, a música também tem trechos românticos bem encaixados que quebram o clima tenso proporcionado pelo beat, como na parte onde deixa claro que a relação o casal da música não é por questão financeira nem de interesse onde é sutilmente cantado: "eu te amo, desgraça, eu te amo de graça, te amo, desgraça".

## Certificações
| Nome do Prêmio/Certificação           | Ano  | Categoria                 | Sitaução |
| ------------------------------------- | ---- | ------------------------- | -------- |
| Disco por Pró-Música Brasil           | 2020 | Single                    | Diamante |
| Troféu APCA                           | 2017 | Música do Ano             | Indicado |
| Prêmio Multishow de Música Brasileira | 2018 | Canção do Ano - Superjúri | Venceu   |